# Río Las Nieves
Le río Las Nieves est un cours d'eau du nord-ouest de l'Argentine qui coule sur le territoire de la province de Salta. C'est l'affluent principal du río Mojotoro qui lui doit une grande partie de son débit. C'est donc un sous-affluent du rio Paraná par le río Mojotoro, le río Lavayén, le río San Francisco, le río Bermejo et enfin par le río Paraguay.

## Géographie
Le río Las Nieves naît sur les versants nord-ouest très arrosés du Valle de Lerma, vaste zone déprimée qui court du nord au sud en bordure des plissements élevés des sierras subandines du nord-ouest argentin. Dès sa naissance, la rivière se dirige vers le sud-est en direction de la ville de Salta. Elle finit par se jeter dans le río Mojotoro  peu avant cette dernière.
La superficie de son bassin versant est de plus ou moins 400 km2.

## Affluents et sous-affluents
- Le río Yacones (rive droite).

## Hydrologie
Le río Las Nieves a un régime permanent de type pluvio-nival, avec un débit maximal pendant les mois d'été. 

### Hydrométrie - les débits mensuels à El Volcán
Les débits de la rivière ont été observés sur une période de 12 ans (1949-1961) à la station hydrométrique d'El Volcán située dans la province de Salta, à quelque 40 kilomètres à l'ouest-nord-ouest de la ville de Salta, et ce pour une superficie prise en compte de 250 km2, soit plus ou moins les deux tiers du bassin versant total. 
À El Volcán, le débit annuel moyen ou module observé sur cette période était de 4,96 m3/s.
La lame d'eau écoulée dans le bassin atteint ainsi le chiffre élevé de 626 millimètres par an.